# Шейн Гостісбер
Шейн Гостісбер (англ. Shayne Gostisbehere; нар. 20 квітня 1993, Пемброк-Пайнс) — американський хокеїст, захисник клубу НХЛ «Кароліна Гаррікейнс».

## Ігрова кар'єра
Хокеєм Шейн займався за спеціальною програмою штату Флорида. 2011 року дебютує в складі хокейної команди Юніон-коледж.
2012 року був обраний на драфті НХЛ під 78-м загальним номером командою «Філадельфія Флаєрс» але молодий хокеїст продовжує виступати за студентську команду, а в сезоні 2013/14 провів перші два матчі за «Адірондак Фантомс» (АХЛ).
15 квітня 2014 Шейн укладає контракт з клубом НХЛ «Філадельфія Флаєрс» але на початку сезону 2014/15 відіграє п'ять матчів за фарм-клуб «Ліхай Веллі Фантомс».
14 листопада 2015 захисник набирає перше очко в НХЛ в матчі проти «Кароліна Гаррікейнс». Через три дні закидає першу шайбу відзначившись в воротах Джонатана Квіка «Лос-Анджелес Кінгс».
13 лютого 2016 року перевершив рекорд Баррі Бека закидаючи шайби в ворота суперників 11 матчів поспіль. 20 лютого 2016 він продовжив свою серії довівши її до 15 ігор. Шейн став першим новобранцем НХЛ, який відзначився вирішальним голом в чотирьох овертаймах за сезон. 23 лютого 2016 його серія з закинутих шайб завершилась голом в матчі в якому його команда поступилась «Кароліні Гаррікейнс».
За підсумками сезону 2015/16 він посів друге місце серед претендентів на Пам'ятний трофей Колдера.
9 червня 2017 Гостісбер уклав шестирічний контракт з «Флаєрс» на суму $27 мільойнів доларів.
22 липня 2021 року Шейн перейшов до клубу «Аризона Койотс».
1 березня 2023, Гостісбер укладає угоду з «Кароліна Гаррікейнс».
1 липня 2023 року на правах вільного агента переходить до «Детройт Ред Вінгз».
1 липня 2024 року Гостісбер повернувся до команди «Кароліна Гаррікейнс».

## На рівні збірних
У складі молодіжної збірної США став чемпіоном світу 2013.
На Кубку світу 2016 виступав у складі збірної Північної Америки.

## Нагороди та досягнення
- Молодіжна команда всіх зірок НХЛ — 2016.

## Статистика

### Клубні виступи
| Сезон        | Клуб                  | Ліга         | Регулярний сезон | Регулярний сезон | Регулярний сезон | Регулярний сезон | Регулярний сезон | Плей-оф | Плей-оф | Плей-оф | Плей-оф | Плей-оф |
| Сезон        | Клуб                  | Ліга         | І                | Г                | П                | О                | ШХ               | І       | Г       | П       | О       | ШХ      |
| ------------ | --------------------- | ------------ | ---------------- | ---------------- | ---------------- | ---------------- | ---------------- | ------- | ------- | ------- | ------- | ------- |
| 2011–12      | Юніон-коледж          | НКАА         | 41               | 5                | 17               | 22               | 20               | —       | —       | —       | —       | —       |
| 2012–13      | Юніон-коледж          | НКАА         | 36               | 8                | 18               | 26               | 39               | —       | —       | —       | —       | —       |
| 2013–14      | Юніон-коледж          | НКАА         | 42               | 9                | 25               | 34               | 26               | —       | —       | —       | —       | —       |
| 2013–14      | «Адірондак Фантомс»   | АХЛ          | 2                | 0                | 0                | 0                | 2                | —       | —       | —       | —       | —       |
| 2014–15      | «Ліхай Веллі Фантомс» | АХЛ          | 5                | 0                | 5                | 5                | 0                | —       | —       | —       | —       | —       |
| 2014–15      | «Філадельфія Флаєрс»  | НХЛ          | 2                | 0                | 0                | 0                | 0                | —       | —       | —       | —       | —       |
| 2015–16      | «Ліхай Веллі Фантомс» | АХЛ          | 14               | 2                | 8                | 10               | 6                | —       | —       | —       | —       | —       |
| 2015–16      | «Філадельфія Флаєрс»  | НХЛ          | 64               | 17               | 29               | 46               | 24               | 6       | 1       | 1       | 2       | 4       |
| 2016–17      | «Філадельфія Флаєрс»  | НХЛ          | 76               | 7                | 32               | 39               | 32               | —       | —       | —       | —       | —       |
| 2017–18      | «Філадельфія Флаєрс»  | НХЛ          | 78               | 13               | 52               | 65               | 25               | 6       | 1       | 0       | 1       | 4       |
| 2018–19      | «Філадельфія Флаєрс»  | НХЛ          | 78               | 9                | 28               | 37               | 22               | —       | —       | —       | —       | —       |
| 2019–20      | «Філадельфія Флаєрс»  | НХЛ          | 42               | 5                | 7                | 12               | 20               | 5       | 0       | 2       | 2       | 2       |
| 2019–20      | «Ліхай Веллі Фантомс» | АХЛ          | 2                | 0                | 1                | 1                | 0                | —       | —       | —       | —       | —       |
| 2020–21      | «Філадельфія Флаєрс»  | НХЛ          | 41               | 9                | 11               | 20               | 6                | —       | —       | —       | —       | —       |
| 2021–22      | «Аризона Койотс»      | НХЛ          | 82               | 14               | 37               | 51               | 26               | —       | —       | —       | —       | —       |
| 2022–23      | «Аризона Койотс»      | НХЛ          | 52               | 10               | 21               | 31               | 28               | —       | —       | —       | —       | —       |
| 2022–23      | «Кароліна Гаррікейнс» | НХЛ          | 23               | 3                | 7                | 10               | 4                | 15      | 0       | 3       | 3       | 6       |
| 2023–24      | «Детройт Ред Вінгз»   | НХЛ          | 81               | 10               | 46               | 56               | 16               | —       | —       | —       | —       | —       |
| Усього в НХЛ | Усього в НХЛ          | Усього в НХЛ | 619              | 97               | 270              | 367              | 203              | 32      | 2       | 6       | 8       | 16      |

### Збірна
| Рік                | Команда            | Турнір             | Місце              | І | Г | П | О | ШХ |
| ------------------ | ------------------ | ------------------ | ------------------ | - | - | - | - | -- |
| 2013               | США                | МЧС                | 1                  | 6 | 1 | 1 | 2 | 25 |
| 2016               | Північна Америка   | КС                 | 5-е                | 3 | 0 | 4 | 4 | 4  |
| Молодіжна збірна   | Молодіжна збірна   | Молодіжна збірна   | Молодіжна збірна   | 6 | 1 | 1 | 2 | 25 |
| Національна збірна | Національна збірна | Національна збірна | Національна збірна | 3 | 0 | 4 | 4 | 4  |